# Fabrizio Vidale
Fabrizio Vidale (Roma, 2 febbraio 1970) è un attore, doppiatore e conduttore radiofonico italiano.

## Biografia
Figlio dei doppiatori Franco Latini e Piera Vidale, fratello delle doppiatrici Laura e Ilaria Latini e genero del doppiatore Sergio Graziani, è stato il doppiatore di Remi nella prima versione della serie Remi - Le sue avventure e di Oliver Hutton in Holly e Benji - Due fuoriclasse, Che campioni Holly e Benji!!! e Holly & Benji Forever. Come attore, ha recitato in film come Ultrà, (vincitore dell'orso d'argento come miglior regia al Film Festival di Berlino), Fuochi d'artificio e nel ruolo del giovane papa Giovanni XXIII nella miniserie TV Il papa buono, per cui ha anche ricevuto il Telegatto.
Ha doppiato Speedy Gonzales nelle serie dei Looney Tunes dal 1996 al 2006, Maui in Oceania della Disney, il Dott. Jacques von Hämsterviel nei film Provaci ancora, Stitch! e Leroy & Stitch e nella serie Lilo & Stitch, War Machine in Iron Man: Rise of Technovore e nei film e serie della Marvel e Owen in A tutto reality. Dal 2011 interpreta Johnny J. Douglas nel programma radiofonico Virgin Motel, in onda su Virgin Radio, mentre nel 2000 diventa la voce italiana di Jack Black e nel 2019 di Eddie Murphy. Nel 2017 è scelto come nuova voce italiana di Paperon de' Paperoni per la seconda serie di DuckTales.
Nel 2024 ha ricevuto il disco d'oro per la canzone Tranquilla tratta dal film Disney Oceania, risultando il primo doppiatore a ricevere il riconoscimento.

## Vita privata
Fabrizio Vidale è sposato e ha due figlie, entrambe doppiatrici, Chiara e Sara.

## Filmografia
- Io zombo, tu zombi, lei zomba, regia di Nello Rossati (1979)
- L'estate sta finendo, regia di Bruno Cortini (1987)
- Ultrà, regia di Ricky Tognazzi (1991)
- Un cane sciolto, regia di Giorgio Capitani – miniserie TV (1991)
- Donne con le gonne, regia di Francesco Nuti (1991)
- Fuochi d'artificio, regia di Leonardo Pieraccioni (1997)
- Naja, regia di Angelo Longoni (1997)
- Il decisionista, regia di Mauro Cappelloni (1997)
- Il papa buono, regia di Ricky Tognazzi – miniserie TV (2003)

## Teatro
- Esuli di James Joyce, con Massimo De Francovich e Mila Vannucci (1978)
- Bravo! di Terzoli e Vaime, regia di Pietro Garinei, coreografie di Gino Landi, con Enrico Montesano, Teatro Sistina di Roma (1981)
- G. B. Show n. 3, regia di Garinei e Giovannini, con Gino Bramieri, Teatro Sistina di Roma (1983)

## Radio
- L'alta cucina di Nero Wolfe, regia di Guido Piccoli (Rai Radio 2, 2003)
- Virgin Motel (Virgin Radio, dal 2010)

## Doppiaggio

### Film
- Jack Black in Alta fedeltà, School of Rock, King Kong, Super Nacho, L'amore non va in vacanza, Il matrimonio di mia sorella, Be Kind Rewind - Gli acchiappafilm, Tropic Thunder, Anno uno, I fantastici viaggi di Gulliver, I Muppet, Bernie, Una notte da matricole, Piccoli brividi, Jumanji - Benvenuti nella giungla, Don't Worry, Piccoli brividi 2 - I fantasmi di Halloween, Il mistero della casa del tempo, Jumanji: The Next Level, Un film Minecraft
- Don Cheadle in Iron Man 2, Un poliziotto da happy hour, Flight, Iron Man 3, Avengers: Age of Ultron, Captain America: Civil War, Avengers: Infinity War, Captain Marvel, Avengers: Endgame, Inarrestabile
- Marlon Wayans in Scary Movie, Dungeons & Dragons - Che il gioco abbia inizio, Scary Movie 2, Ladykillers, White Chicks, Quel nano infame, G.I. Joe - La nascita dei Cobra, Ricomincio da nudo
- Anthony Anderson in Ferite mortali, Romeo deve morire, Amici x la morte, Spot - Supercane anticrimine, Kangaroo Jack - Prendi i soldi e salta, Hustle & Flow - Il colore della musica, Scream 4
- Martin Freeman in Lo Hobbit - Un viaggio inaspettato, Lo Hobbit - La desolazione di Smaug, Lo Hobbit - La battaglia delle cinque armate, Ghost Stories
- David Oyelowo in L'alba del pianeta delle scimmie, The Help, Jack Reacher - La prova decisiva, Queen of Katwe, The Water Man, Omicidio nel West End
- Eddie Murphy in Dolemite Is My Name, Il principe cerca figlio, You People, Buon Natale da Candy Cane Lane, Un piedipiatti a Beverly Hills - Axel F, Il blindato dell'amore
- Nick Frost in Hot Fuzz, Paul, Biancaneve e il cacciatore, La fine del mondo, Affare fatto, Dragon Trainer
- Chris Rock in Il principe delle donne, Dogma, Bad Company - Protocollo Praga
- Luis Guzmán in Lemony Snicket - Una serie di sfortunati eventi, Rogue - Il solitario, Arturo
- Terrence Howard in Fighting, Comic Movie, Iron Man
- Josh Gad in The Rocker - Il batterista nudo , Assassinio sull'Orient Express, Artemis Fowl
- Cary Guffey in Uno sceriffo extraterrestre... poco extra e molto terrestre, Chissà perché... capitano tutte a me
- Anthony Mackie in I guardiani del destino, 40 carati, All'ultimo voto
- Phill Lewis in Air Force - Aquile d'acciaio 3, Zack & Cody - Il film, Beverly Hills Chihuahua 2
- Bokeem Woodbine in Amicizie pericolose, Devil
- Colman Domingo in Ali bruciate, Lincoln
- Jay Hernandez in Hostel, Hostel: Part II
- Jake Gyllenhaal in I segreti di Brokeback Mountain, Prisoners
- Phill Lewis in Un papà da salvare, Zack & Cody - Il film
- Mike Epps in Una notte da leoni, Una notte da leoni 3
- Tom Hollander in Orgoglio e pregiudizio, The King's Man - Le origini
- Michael J. Fox in In fuga a quattro zampe, Quattro zampe a San Francisco
- Lil Rel Howery in Gli amici delle vacanze, Gli amici delle vacanze 2
- Paul Walter Hauser in Richard Jewell, The Instigators
- Adrian Lester in Pene d'amor perdute
- Joel Edgerton in King Arthur
- Jackie Sawiris in Eyes Wide Shut
- Will Smith in La leggenda di Bagger Vance
- Marcus Chong in Matrix
- Troy Winbush in Le riserve
- Nicky Katt in Batman & Robin
- Miguel A. Núñez Jr. in Leprechaun 4 - Nello spazio
- Jamie Kennedy in The Mask 2
- Jay Mohr in L'incredibile Burt Wonderstone
- Rob Brown in Ti va di ballare?
- Daryl Mitchell in The Country Bears - I favolorsi
- Zsolt Nagy in Kontroll
- Robert Sean Leonard in Driven
- Elden Henson in Déjà vu - Corsa contro il tempo
- Michael C. Williams in The Blair Witch Project - Il mistero della strega di Blair
- Daniel Cosgrove in Valentine - Appuntamento con la morte
- Evan Jones in 8 Mile
- Julian Reyes in Point Break - Punto di rottura
- Otoja Abit in Stonewall
- Tate Taylor in Un gelido inverno
- Martin Lawrence in Un allenatore in palla
- Scott Foley in Scream 3
- James Russo in C'era una volta in America (ed. 2003)
- Louis Lombardi in Assassini nati - Natural Born Killers
- Brian T. Delaney ne I pinguini di Mr. Popper
- Tomas Alf Larsen in Troll Hunter
- Kristofer Hivju in La cosa
- Wes Ramsey in Latter Days - Inguaribili romantici
- Ron Johnson in Sister Act 2 - Più svitata che mai
- Redfoo in Last Vegas
- Reggie Lee in Safe
- Ray Allen in He Got Game
- Ralph Macchio in Mio cugino Vincenzo
- John Leguizamo in The Menu
- Andreas Döhler in  Niente di nuovo sul fronte occidentale
- Mos Def in The Italian Job
- Igor Grabuzov in Tetris
- Macon Blair in Oppenheimer
- Stephen Graham ne La ragazza del mare
- David Fynn in Here
- Norbert Leo Butz in A Complete Unknown
- Thomas Bo Larsen in Festen - Festa in famiglia
- Nick Offerman in Mission: Impossible - The Final Reckoning
- Gabriel Nuncio in La mia più grande fan
- Mark Rietman in Almost Cops

### Film d'animazione
- Pimpi in Le avventure di Winnie the Pooh, Winnie the Pooh alla ricerca di Christopher Robin, T come Tigro... e tutti gli amici di Winnie the Pooh e Winnie the Pooh: L'avventura di San Valentino
- Wusterlini in Boog & Elliot a caccia di amici, Boog & Elliot 2, Boog & Elliot 3, Boog & Elliot 4 - Il mistero della foresta
- Bartok in Anastasia e Bartok il magnifico
- Dott. Jacques von Hamsterviel in Provaci ancora Stitch! e Leroy & Stitch
- Lou in Come cani e gatti, Cani & gatti - La vendetta di Kitty
- B.O.B. in Mostri contro alieni, Cip & Ciop agenti speciali
- Paride in Gnomeo e Giulietta, Sherlock Gnomes
- Pedro in Rio, Rio 2 - Missione Amazzonia
- Spocchia in Nut Job - Operazione noccioline, Nut Job 2 - Tutto molto divertente
- Maui in Oceania, Oceania 2
- Toby da cucciolo e Ugo il bruco in Red e Toby nemiciamici
- Michael e Puffo Quattrocchi ne I nostri eroi alla riscossa
- Ross e Hal in Angry Birds - Il film
- Dink ne I Fluppys
- Becco D'Ascia ne La spada magica - Alla ricerca di Camelot
- Fife ne La bella e la bestia - Un magico Natale
- Tip ne La sirenetta II - Ritorno agli abissi
- Tetè ne I Magotti e la Pentola magica
- Monstar Bupkus in Space Jam
- Larry in Cheerleaders - La supersquadra
- la Marmotta in Bambi 2 - Bambi e il Grande Principe della foresta
- Feticcio sul tetto in Kirikù e la strega Karabà
- Nack in Barbie - La principessa e la povera
- Det. Billy in Cappuccetto Rosso e gli insoliti sospetti
- Cutter in Tentacolino
- Otis in Barnyard - Il cortile
- Barry Bee Benson in Bee Movie
- Nolente in Tiffany e i tre briganti
- Blaster in G-Force - Superspie in missione
- Lo Spirito del Natale Passato in A Christmas Carol
- Burrosetto in Shrek e vissero felici e contenti
- Mooch in Alpha and Omega
- Gribble in Milo su Marte
- Pirata con la sciarpa in Pirati! Briganti da strapazzo
- Zio Ubb in Lorax - Il guardiano della foresta
- Pachi in L'era glaciale 4 - Continenti alla deriva
- Re Candito/Turbo in Ralph Spaccatutto
- Banditore in Pinocchio
- James "Rhodey" Rhodes/War Machine in Iron Man: Rise of Technovore
- Frullo in I Puffi 2
- Scowler in A spasso con i dinosauri
- Mr. Nervetto in Boxtrolls - Le scatole magiche
- Greene ne Il viaggio di Norm
- Igor in La gabbianella e il gatto
- Koji Kabuto nell'OAV Mazinkaiser contro Il Generale Nero
- Yajirobei nei film di Dragon Ball Z (1º doppiaggio)
- Speedy Gonzales in Looney Tunes: Back in Action
- Codicillo in Robin Hood
- Coniglio Brer in Le avventure di Brer - Un coniglietto tutto pepe
- Assurancetourix in Asterix e il segreto della pozione magica
- Strizzalocchio ne Le avventure di Ichabod e Mr. Toad
- Delmar in Miraculous World: New York, Eroi Uniti
- Gunter di Sing, Sing 2 - Sempre più forte
- Sergei in Pets 2 - Vita da animali
- Ducky in Toy Story 4 e Toy Story 5
- Rico in Deep - Un'avventura in fondo al mare
- Curley in Soul
- Fèlix Madrigal in Encanto
- Stanley adulto in Apollo 10 e mezzo
- Prete in Pinocchio di Guillermo del Toro
- Fantasma del Natale presente in Scrooge - Canto di Natale
- Theodore "Teddy" Roosevelt ne Una notte al museo - La vendetta di Kahmunrah
- Bowser in Super Mario Bros. - Il film
- Pretty Boy in Back to the Outback - Ritorno alla natura
- Banana in IF - Gli amici immaginari

### Serie televisive
- Jon Seda in Law & Order - I due volti della giustizia, Close to Home - Giustizia ad ogni costo, Chicago P.D., Chicago Justice
- Don Cheadle in Blue Jeans, The Falcon and the Winter Soldier, Secret Invasion
- Adrian Lester in Bonekickers - I segreti del tempo, The Race - Corsa mortale, Nell - Rinnegata
- Anthony Anderson in Law & Order - I due volti della giustizia, Black-ish
- Phill Lewis in Zack e Cody al Grand Hotel, Zack e Cody sul ponte di comando
- Seth Gilliam in Oz, The Wire, The Walking Dead, City on a Hill
- Edi Gathegi in Life on Mars, The Blacklist: Redemption
- Harold Perrineau Jr. in Lost, Constantine, Claws
- Danny Pino in Law & Order - Unità vittime speciali, Fatale - Doppio inganno
- Martin Freeman in Fargo, Breeders
- Nicholas Gonzalez in Melrose Place, Law & Order - Unità vittime speciali
- Erik Palladino e John Leguizamo in E.R. - Medici in prima linea
- Nick Zano ed Ed Quinn in 2 Broke Girls
- David Costabile e Max Arciniega in Breaking Bad
- Christian Oliver e personaggi vari in Squadra Speciale Cobra 11
- Freddy Rodriguez in Bull
- Michael Boatman in Gossip Girl
- Jesse Woodrow in Streghe
- Bumper Robinson in Sabrina, vita da strega
- James Kyson Lee in Heroes
- Matt Lowe in Ghost Whisperer - Presenze
- Jay Mohr in Provaci ancora Gary
- Tyler Labine in Reaper
- Marco Sanchez in Walker Texas Ranger
- Michael Weatherly in Major Crimes
- Eric Da Re ne I segreti di Twin Peaks
- Neil Crone in Miss Reality
- Dillon Casey in Nikita
- Brian Scolaro in Una pupa in libreria
- Silas Weir Mitchell in Grimm
- Sean Murray in NCIS - Unità anticrimine
- Dustin Clare in Spartacus
- Rainbow Sun Francks in The Listener
- Wolé Parks in Devious Maids - Panni sporchi a Beverly Hills
- Zachary Quinto in American Horror Story
- Charles Michael Davis in The Originals
- Tom Hardy in The Take - Una storia criminale
- Pepe Monje in Incorreggibili
- Hal Ozsan in Dawson's Creek
- Isaiah Mustafa in Shadowhunters
- Brendan Fehr in The Night Shift
- Chad Rook in The 100
- Jim Cummings in Canta con Belle - Stick to It (Don't Give Up)
- Joshua McGuire in Anatomia di uno scandalo
- Elyas M'Barek in Doctor's Diary - Gli uomini sono la migliore medicina
- Jack Black in The Mandalorian
- Sean Patrick Thomas in Gen V
- Isha Blaaker in Fear the Walking Dead
- Carlos Wu in Amore e vendetta - Zorro
- Scott Foley in Cougar Town, Grey's Anatomy, Scandal, Undateable, Whiskey Cavalier, Will Trent

### Serie animate
- Owen in A tutto reality - L'isola, A tutto reality - Azione!, A tutto reality - Il tour, A tutto reality - La vendetta dell'isola, A tutto reality - All-Stars, A tutto reality presenta: Missione Cosmo Ridicola
- Oliver Hutton in Holly e Benji - Due fuoriclasse, Che campioni Holly e Benji!!!, Holly & Benji Forever
- Speedy Gonzales in Looney Tunes e Merry Melodies (1996-2006)
- Pimpi ne Il libro di Pooh, House of Mouse - Il Topoclub
- Sandokan in Sandokan - La tigre ruggisce ancora, Sandokan - Le due tigri
- Koji Kabuto in UFO Robot Grendizer (edizione 2007) e Mazinkaiser
- Nelson Muntz (2ª voce, st.3-5), Carl Carlson (2ª voce, st.3-5) e Scott Thompson (ep. 22x11) ne I Simpson
- Cubert Farnsworth (1ª voce, st. 2, 6), Gavinus Fry (ep. 3x19), Dr. Ben Beeler (st. 9) e Gamester 1 (ep. 9x02) in Futurama[2]
- Iceman e Pickman in MegaMan NT Warrior, MegaMan NT Warrior Axess
- Bounce e Stinky in Miss Spider
- Gongo e Gil in Quack Pack - La banda dei paperi
- Sonic e Shadow in Sonic X
- Glowboo in Ghostforce
- Paperon de' Paperoni in DuckTales
- Chuckles in Dave il Barbaro
- Kyle Broflovski in South Park (doppiaggio SEFIT)
- Dott. Hamsterviel in Lilo & Stitch
- B.O.B. in Mostri contro alieni
- T-Bone in Clifford
- Mega Ciccio in Baby Boss - Di nuovo in affari
- Scoop (1ª voce) in Bob aggiustatutto
- Baby Silvestro in Baby Looney Tunes (speciale Pasqua)
- Puffo Quattrocchi (2ª voce) ne I Puffi
- Marion ne Il criceto spaziale
- Dipsy in Teletubbies
- Willard Widgeon in Un'anatra in giallo
- Remi in Remi - Le sue avventure
- Marco in Marco
- Danton ne Il Tulipano Nero - La Stella della Senna
- Gennai in Digimon Adventure 02
- Impmon in Digimon Tamers
- Nestor in Squitto lo scoiattolo
- Edd (St.1) Ed, Edd & Eddy
- Señor Senior Jr. (1ª voce) ne Kim Possible
- Monroe in Juniper Lee
- Suneo (Zippo, 1º doppiaggio Rai 2) in Doraemon
- Ludo in Marco e Star contro le forze del male
- L'ispettore Gadget ne L'ispettore Gadget
- Talpa ne Le avventure del bosco piccolo[3]
- Peter Venkman in The Real Ghostbusters (Ridoppiaggio 2018)
- Tung Lashor in She-Ra e le principesse guerriere
- Randall Lebowitz-Jenkins in La famiglia Proud: più forte e orgogliosa
- Lucifero Stella Del Mattino in Hazbin Hotel

### Videogiochi
- Pincopanco e Pancopinco in Alice in Wonderland[4]
- Po in Kung Fu Panda
- Fratel Coniglietto in Disneyland Adventures[5]
- Blaster in G-Force - Superspie in missione[6]
- Gilbert in Epic Mickey 2: L'avventura di Topolino e Oswald[7]
- Marty in Madagascar 3[8]
- Paperon de' Paperoni e Maui in Disney Dreamlight Valley